# Állszíjas pingvin
Az állszíjas pingvin vagy kantáros pingvin (Pygoscelis antarcticus) a madarak (Aves) osztályának pingvinalakúak (Sphenisciformes) rendjébe, ezen belül a pingvinfélék (Spheniscidae) családjába és a Spheniscinae alcsaládjába tartozó faj.

## Kifejlődése
Az állszíjas pingvin a Pygoscelis nembe tartozó három élő faj egyike. Mitokondriális és nukleáris DNS-bizonyítékok arra utalnak, hogy a madárnem 38 millió évvel ezelőtt vált el más pingvinektől; 2 millió évvel az Aptenodytes pingvinnem ősei után. Másfelől, az Adélie-pingvin (Pygoscelis adeliae) mintegy 19 millió éve vált le a neme más tagjaitól, míg a szóban forgó állszíjas pingvin és a szamárpingvin (Pygoscelis papua), körülbelül 14 millió éve váltak ketté.

## Előfordulása
Ez a pingvinfaj az Antarktiszon, a Déli-Georgia és Déli-Sandwich-szigeteken, a Deception-szigeten, a Déli-Orkney-szigeteken, a Déli-Shetland-szigeteken, a Bouvet-szigeten és a Balleny-szigeteken költ, a tengereken telel. Becslések szerint, körülbelül 16 millió példány van ebből a pingvinfajból.

## Megjelenése
Testmagassága 68 centiméter, testtömege 5–6 kilogramm; a testtömeg 3 kilogrammosra is lecsökkenhet a szaporodási időszak végére. A hím méretben és testsúlyban nagyobb a tojónál. Feje teteje, állán egy csík, a háta és a szárny külső része fekete, míg arcrésze, a szárny belső része, melle és hasa fehér. A rövid csőre fekete; az erős lábai rózsaszínűek és úszóhártyásak. A pingvin fehér-fekete színezete az álcázást szolgálja a vízben. Ha a vízben figyeljük meg, felülről a fekete háta beleolvad a tengerfenék sötétjébe, míg ha alulról nézzük a világos hasi része a napfényességét használja ki.

## Életmódja
Krillt, kalmárokat és egyes halfajokat eszik; ezeket a parttól akár 80 kilométeres távolságban is kifoghatja. A jéghideg vizet is jól tűri, mivel testét vastag hájréteg és sűrű érhálózat fedi. Tollazata is sűrű.
A pingvinek közül ezt a fajt tartják a legagresszívabbnak. Átlag élettartama 15-23 év között van.

### Természetes ellenségei
A felnőtt állszíjas pingvin legfőbb természetes ellensége a leopárdfóka (Hydrurga leptonyx). A falklandi tokoscsőrűek (Chionis alba) és barna halfarkasok (Stercorarius antarctica) megeszik az állszíjas pingvin tojásokat és a fiatal pingvineket. Ezek mellett a fülesfókafélék (Otariidae), a kardszárnyú delfinek (Orcinus orca), egyes cápák és egyéb ragadozók is kiveszik részüket a számuk ritkításában.
|  |

## Szaporodása
A fészkét kövekből építi a hómentes földre. A tojó 2 tojást tojik, és felváltva költ a hímmel, egymást 5–10 naponként váltják fel. 37 nap kotlás után kelnek ki a fiókák. 20-30 napig a fészekben ülnek, aztán pedig úgynevezett „óvodába” tömörülnek. A fiókáknak 50–60 napos vedlés után nő ki a felnőtt tollazatuk.
|  |

### Fordítás
- Ez a szócikk részben vagy egészben  a   Chinstrap penguin című angol Wikipédia-szócikk ezen változatának fordításán alapul.  Az eredeti cikk szerkesztőit annak laptörténete sorolja fel. Ez a jelzés csupán a megfogalmazás eredetét és a szerzői jogokat jelzi, nem szolgál a cikkben szereplő információk forrásmegjelöléseként.